# Carinha de Anjo
Carinha de Anjo este o telenovelă braziliană din 2016.

## Distribuție
- Lorena Queiroz - Dulce Maria Rezende Lários
- Bia Arantes - Irmã Cecília Santos
- Carlo Porto - Gustavo Lários
- Lucero - Teresa Rezende Lários